# Arif Mardin
Arif Mardin (Istanbul, 15 marzo 1932 – New York, 25 giugno 2006) è stato un produttore discografico statunitense.
Ha lavorato con una vasta gamma di artisti, di vario genere, tra cui jazz, rock, soul e country.

## Biografia

### Gli inizi
Arif Mardin nacque a İstanbul, in una famiglia che includeva diplomatici, uomini d'affari e militari. Crescendo, ascolta la musica di artisti come Bing Crosby e Glenn Miller; grazie all'intermediazione di sua sorella riesce a conoscere il critico jazz Cuneyt Sermet, che lo introdusse a quel tipo di musica e, successivamente, divenne il suo mentore. Dopo essersi laureato alla Marmara University in Economia e Commercio, Mardin iniziò a studiare alla London School of Economics. Influenzato nuovamente dalla sorella e dai suoi gusti musicali, divenne parte di un'orchestra, ma smise subito in quanto non rientrava tra i suoi futuri progetti.
Ciononostante, il suo destino cambiò nel 1956 dopo aver incontrato Dizzy Gillespie e Quincy Jones ad un concerto ad Istanbul. Mandò allora tre demo musicali al suo amico Tahir Sur, che lavorava in una stazione radio americana. Sur spedì le registrazioni a Quincy Jones e Mardin diventò il primo a beneficiare della borsa di studio alla Berklee College of Music di Boston. Nel 1958 lui e la sua fidanzata Latife si spostarono da Istanbul a Boston. Dopo essersi laureato nel 1961, insegnò nella stessa scuola per un anno, per poi trasferirsi a New York.

### Carriera
Mardin iniziò la sua carriera all'Atlantic Records nel 1963 come assistente di Nesuhi Ertegün (fratello di Ahmet Ertegün, cofondatore della Atlantic, e amante del jazz). Mardin fece velocemente fortuna, diventando presto studio manager, produttore dell'etichetta e compositore. Nel 1969, raggiunse la carica di vice presidente e, in seguito, divenne vice president senior (carica che mantenne fino al 2001). Lavorò a stretto contatto con Ertegün e Jerry Wexler, le due personalità responsabili del successo della "Atlantic Sound". Arif Mardin si ritirò dall Atlantic Records nel maggio 2001 e ristabilì la sua personale etichetta, la Manhattan Records. Allo stesso tempo mantenne i rapporti con l'industria musicale turca.
Produsse artisti come Carly Simon, Bette Midler, Barbra Streisand, i Bee Gees, Diana Ross, Queen, Patti LaBelle, Aretha Franklin, Anita Baker, Judy Collins, Phil Collins, Culture Club, Scritti Politti, Roberta Flack, Hall & Oates, Donny Hathaway, Norah Jones, Chaka Khan, George Benson, i Manhattan Transfer, Modern Jazz Quartet, Willie Nelson, John Prine, Dusty Springfield, David Bowie, Jewel e Ringo Starr.

### Gli ultimi anni
Anche negli ultimi anni della sua carriera riuscì a scoprire nuovi talenti, tra i quali Norah Jones, alla quale fece guadagnare diversi premi e riconoscimenti.
Mardin è morto nella sua casa di New York il 25 giugno 2006 dopo una lunga battaglia con il cancro del pancreas. I suoi resti sono stati portati nella sua terra d'origine e seppelliti al cimitero di Karacaahmet a Üsküdar il 5 luglio 2006. Robin Gibb e la moglie Dwina, tra gli altri, parteciparono al funerale.

## Vita privata
Arif era sposato con Latife, una drammaturga. Il loro figlio, Yusuf "Joe" Muhittin, a sua volta un laureato alla Berklee, è un produttore e compositore (e collabora con la sorella, Nazan Joffre), mentre l'altra loro figlia, Julie, è una fotografa.

## Premi
Nella sua quarantennale carriera, Mardin vinse oltre quaranta album d'oro e platino, 15 nomination ai Grammy e 12 Grammy Awards. Nel 1990, Arif Mardin fu inserito nella Hall of Fame della National Academy of Recording Arts and Sciences.